# 双生双盖蕨
双生双盖蕨（学名：Diplazium prolixum）也称双生短肠蕨，为蹄盖蕨科双盖蕨属下的一个植物种。